# Арутюнян Олександр Григорович
Олександр Григорович Арутюнян (23 вересня 1920, Ерівань — 28 березня 2012, Єреван) — вірменський радянський та вірменський композитор та піаніст. Народний артист СРСР (1970). Член КПРС з 1952 року. Член Спілки композиторів СРСР з 1939 року.